# Digitaria singularis
Digitaria singularis är en gräsart som beskrevs av Carl Christian Mez. Digitaria singularis ingår i släktet fingerhirser, och familjen gräs. Inga underarter finns listade i Catalogue of Life.